# Киржи (Саона и Лоара)
Киржи (фр. Curgy) је насељено место у Француској у региону Бургоња, у департману Саона и Лоара.
По подацима из 2011. године у општини је живело 1096 становника, а густина насељености је износила 34,71 становника/km².

## Демографија
| 1962. | 1968. | 1975. | 1982. | 1990. | 2011. |
| ----- | ----- | ----- | ----- | ----- | ----- |
| 746   | 785   | 913   | 927   | 1.040 | 1.096 |